# Rosenstock und Edelweiss
Rosenstock und Edelweiss ist eine Operette in einem Akt des österreichischen Komponisten Franz Lehár und des Librettisten Julius Bauer. Die Uraufführung fand am 1. Dezember 1912 im Kabarett Hölle im Keller des Theaters an der Wien statt. Manchmal wird das Werk auch als Singspiel bezeichnet.

## Rezeption
In dem Werk treten nur zwei Personen auf. Die Sennerin Eva Edelweiß und der jüdische Händler Isidor Rosenstock werden beide als lustige Figuren dargestellt. Das Stück ist eine Parodie auf die Gesellschaft der Zeit um 1912. Die einaktige Operette war das dritte von vier kurzen Bühnenwerken Lehárs, die im Keller des Theaters an der Wien, dem sogenannten Kabarett Hölle, uraufgeführt wurden. Die Reihe der dort aufgeführten Werke begann im Jahr 1906 mit der Kinderoperette Peter und Paul reisen ins Schlaraffenland. Im Jahr 1907 ging hier als zweites Werk Mitislaw der Moderne, eine Parodie auf die Danilo Figur aus der Lustigen Witwe über die Bühne. 1912 folgte dann die hier behandelte Operette Rosenstock und Edelweiß. Mit dem Singspiel Frühling endete im Jahr 1922 diese Reihe. Von diesen vier Kurzoperetten hatte die letzte den größten Erfolg.

## Musiknummern
Viele Musiknummern haben sich aus dem Stück nicht gehalten. Gelegentlich wird die Ouvertüre gespielt. Auf der im Jahr 2004 vom Label CPO veröffentlichten CD-Einspielung der Operette Der Sterngucker ist diese Ouvertüre als Bonus-Track zu hören. Dann gibt es noch ein Couplet mit dem Titel Wer kommt heut in jedem Theaterstück vor und schließlich gibt es den Edelweiss Walzer.